# Sorapiss
Sorapiss (ladinisch Sorapísc) ist eine Berggruppe in den italienischen Dolomiten südöstlich von Cortina d’Ampezzo. Die Gruppe überragt das Valle del Boite (Boitetal). Höchster Gipfel ist die Punta Sorapiss mit 3205 m s.l.m. Als Teil der von der UNESCO unter „Nördliche Dolomiten“ zusammengefassten Dolomitengruppen, gehört die Sorapiss-Gruppe mit allen Untergruppen seit dem 26. Juni 2009 zum UNESCO Welterbe Dolomiten.
Weitere bekannte Gipfel sind die Croda Marcora (3154 m) und der Dito di Dio (2603 m).
Durch das Massiv führen die Dolomiten-Höhenwege Nummer 3 und 4. Im von der Gruppe eingeschlossenen Kessel liegt der Sorapisssee neben der Sorapisshütte (Rifugio Vandelli) (1928 m).

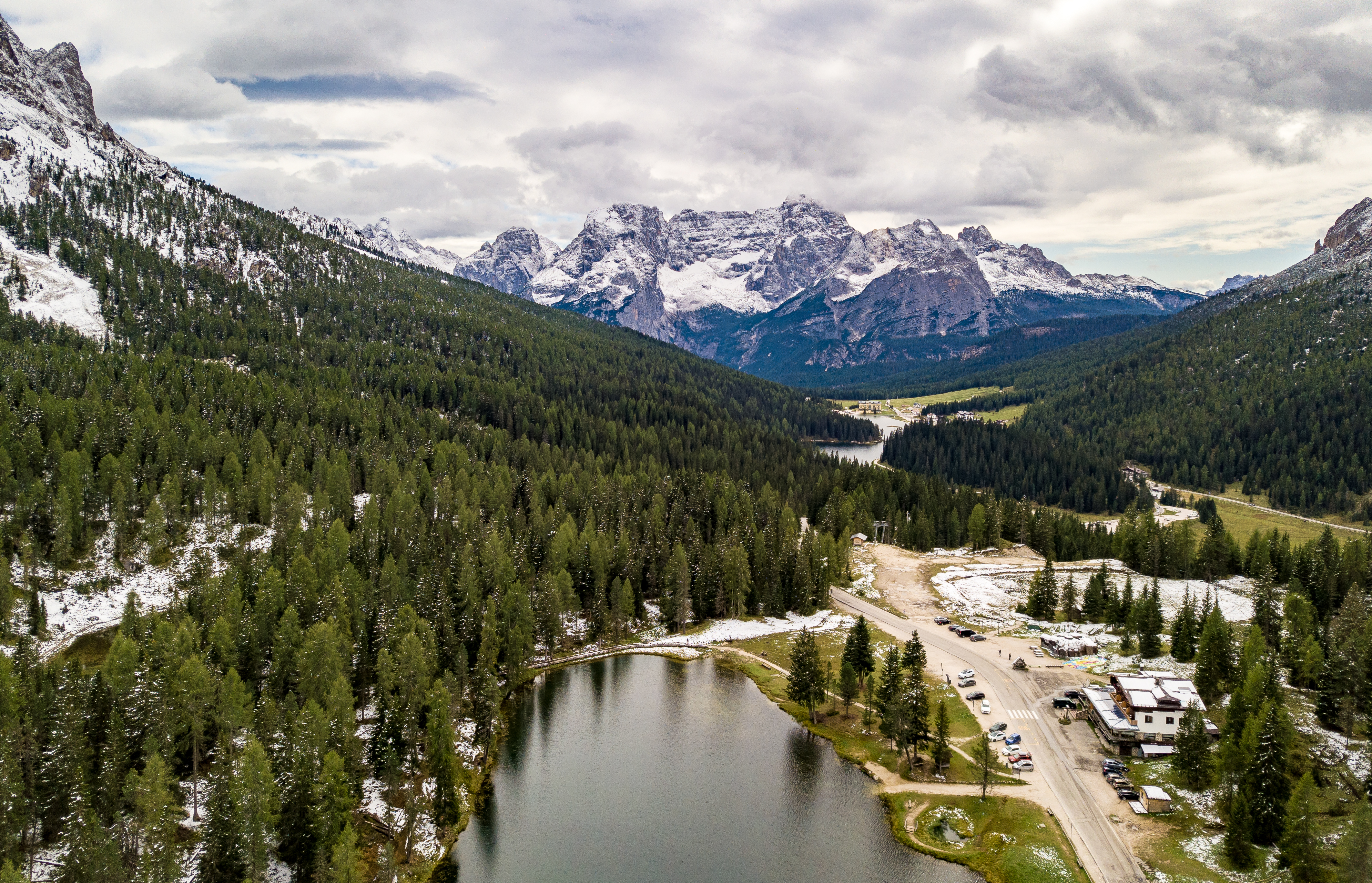
Lago d’Antorno, im Hintergrund Misurina und Nordseite des Sorapiss-Massivs bei Cortina